# Steinsetfjorden
Steinsetfjorden er en sø i Etnedal og Nord-Aurdal kommuner i Innlandet. Den har afløb via Dalselve til Etna.